# Kattalemur
Kattalemuren (Lemur catta) er en halvabe i familien af ægte lemurer. Arten er den eneste i slægten Lemur. Den bliver 39-46 cm lang med en hale på 56-62 cm og vejer 2,5-3,5 kg. Kattalemuren lever udelukkende på Madagaskar.  Den er grå med sorte striber på halen.
I Danmark kan kattalemuren bl.a ses i Guldborgsund Zoo, Givskud Zoo, Knuthenborg Safaripark, Ree Park Ebeltoft, Odense Zoo, Aalborg Zoo, Blåvand Zoo, Jyllands Park Zoo, Jesperhus Feriepark, Glad Zoo og Zoologisk Have i København.
| Dyr | Spire Denne artikel om dyr er en spire som bør udbygges. Du er velkommen til at hjælpe Wikipedia ved at udvide den. |